# متلازمة فموية إصبعية وجهية نمط 1
المتلازمة الفموية الإصبعية الوجهية نمط 1، عيب خلقي مرتبط بالكروموسوم إكس (مرتبط بالجنس) يتميز بوجود تشوهات في الوجه وتجويف الفم والأصابع خاصةً عند مرضى الكلى متعددة الكيسات والذين لديهم أمراض في الجهاز العصبي المركزي.

## الأسباب
تحدث هذه المتلازمة بسبب طفرات في جين (أو إف دي نمط 1). يتواجد هذا الجين في كل من الجسيمات المركزية والأجسام القاعدية داخل الخلية البشرية. يشير هذا إلى أن هذه المتلازمة قد تقع ضمن فئة واسعة من الأمراض الهدبية. توجد العضيات الهدبية في العديد من الأنواع الخلوية في جميع أنحاء جسم الإنسان. تؤثر عيوب الأهداب سلبًا على العديد من مسارات الإشارات العصبية الضرورية للتطور الخلوي.

## علاقتها بالاضطرابات الجينية النادرة الأخرى
أشارت النتائج الحديثة في الأبحاث الجينية إلى أن عددًا كبيرًا من الاضطرابات والأمراض الوراثية، مرتبطة في الواقع بشكل كبير مع بعضها على نطاق واسع. صُنّفت المتلازمة الفموية الإصبعية الوجهية نمط 1 ضمن الاعتلالات الهدبية. تشمل الاعتلالات الهدبية المعروفة الأخرى خلل الحركة الهدبية البدئي ومتلازمة بارديت بيدل ومرض الكلى متعددة الكيسات ومرض الكبد متعدد الكيسات ومتلازمة ألستروم ومتلازمة ميكل وبعض أشكال اعتلال الشبكية.

## التشخيص
شُخّصت المتلازمة من خلال الاختبارات الجينية، بعض أعراضها متعلقة بالفم مثل اللسان المشقوق والأورام الحميدة على اللسان والحنك المشقوق ونقص الأسنان وتشوهات الأسنان الأخرى. تشمل الأعراض المتعلقة بالوجه ارتفاع ضغط العين وصغر الفك، أما التشوهات الجسدية فتشمل: أصابع اليدين والقدمين القصيرة أو الملتصقة أو المنحنية بشكل غير طبيعي. الأعراض الأكثر شيوعًا هي لجام اللسان، والحواف السنخية العريضة، والحنك المرتفع، واللسان المفصص وشفة الأرنب وجسر الأنف العريض. يستخدم الفحص الجيني لجين (أو إف دي نمط 1) كاختبار تشخيصي أساسي للمرضى المصابين بالمتلازمة، ونسبة إيجابيته 85% من الأفراد المشتبه في إصابتهم.

## التدبير
يمكن علاج المتلازمة الفموية الإصبعية الوجهية نمط 1، بالجراحة الترميمية للأجزاء المصابة من الجسم. جراحة الحنك المشقوق وعقيدات اللسان والأسنان الإضافية ولجام اللسان وتقويم الأسنان لعلاج سوء الإطباق. قد يكون العلاج الروتيني للمرضى الذين يعانون من أمراض الكلى والنوبات ضروري أيضًا. يمكن أيضًا استخدام علاجات النطق والتعليم الخاص لاحقًا كعلاج مساعد.